# Barbus vanderysti
Barbus vanderysti är en fiskart som beskrevs av Poll, 1945. Barbus vanderysti ingår i släktet Barbus och familjen karpfiskar. IUCN kategoriserar arten globalt som otillräckligt studerad. Inga underarter finns listade.